# 三重県保育所一覧
三重県保育所一覧（みえけんほいくしょいちらん）は、三重県の保育所の一覧。

## 公立保育所

### 桑名市
- 桑名市立一時保育さんさんルーム
- 桑名市立厚生館別館保育所
- 桑名市立厚生館保育所
- 桑名市立子育て憩いの広場
- 桑名市立城東保育所
- 桑名市立桑陽保育所
- 桑名市立多度保育所
- 桑名市立地域子育て支援センター
- 桑名市立長島中部学童保育所
- 桑名市立長島中部保育所
- 桑名市立深谷北保育所
- 桑名市立深谷保育所
- 桑名市立山崎乳児保育所
- 桑名市立療育センター

### 津市
- 津市立栗真保育園
- 津市立立誠保育園
- 津市立観音寺保育園
- 津市立相愛保育園
- 津市立高洲保育園
- 津市立中央保育園
- 津市立乙部保育園
- 津市立新町保育園
- 津市立橋南保育園
- 津市立雲出保育園
- 津市立高茶屋保育園
- 津市立ひとみね保育園
- 津市立北部保育園
- 津市立北口保育園
- 津市立野村保育園
- 津市立こべき保育園
- 津市立千里ヶ丘保育園
- 津市立上野保育園
- 津市立芸濃保育園
- 津市立安濃保育園
- 津市立香良洲保育園
- 津市立高野保育園
- 津市立川合保育園
- 津市立白山保育園
- 津市立八知保育園
- 津市立太郎生保育園
- 津市立多気保育園
- 津市立八幡保育園

### 熊野市
- 熊野市立あすか保育園
- 熊野市立新鹿保育所
- 熊野市立有馬保育所
- 熊野市立五郷保育所
- 熊野市立板屋保育所
- 熊野市立井戸保育所
- 熊野市立金山保育所
- 熊野市立神川保育所
- 熊野市立木本保育所
- 熊野市立たんぽぽ保育園
- 熊野市立元惣房保育所

### 南牟婁郡

#### 御浜町
- 御浜町立阿田和保育園
- 御浜町立市木保育所
- 御浜町立尾呂志保育所
- 御浜町立神木保育所
- 御浜町立志原保育所

#### 紀宝町
- 紀宝町立井田保育所
- 紀宝町立飯盛保育所
- 紀宝町立鵜殿保育所
- 紀宝町立相野谷保育所
- 紀宝町立成川保育所
- 紀宝町立鮒田保育所

## 私立保育所

### 桑名市
- あけぼの保育園
- 和泉保育園
- 大山田北保育園
- 大山田東保育園
- 光陽保育園 希望ケ丘
- 光陽保育園 久米
- 光陽保育園 桑部
- 光陽保育園 桑部第二
- 多度保育園
- 長寿保育園
- 七和保育園
- 西川第二保育園
- 西川保育園
- 病児保育こどもケアハウスぞうさん
- ピーターパンランド
- みえ子育て支援緊急サポートネットワーク桑名地域センター
- ももちゃんナーサリー・ハートルーム
- 安永保育園
- 柚井保育園
- 幼成保育園
- 養泉寺保育園

### 津市
- 白塚愛児園
- 高田保育園
- 津愛児園
- 津カトリック保育園
- 清泉愛育園
- さつき保育園
- 三重保育院
- 三重保育院乳児保育所
- ぼだいじ保育園
- 片田保育園
- つ保育園
- 泉ヶ丘保育園
- 大里保育園
- 公園西保育園
- 豊野保育園
- ひかり保育園
- 藤水保育園
- 志登茂保育園
- 上浜保育園
- はなこま保育園
- 風の子藤水保育園
- すぎのこ保育園
- 久居保育園
- ゆたか保育園
- 杜の街ゆたか保育園
- さくら保育園
- 美里さつき保育園

### 熊野市
- ひまわり保育園